# أندريا نافارا
أندريا نافارا (بالإيطالية: Andrea Navarra)‏ مواليد 25 فبراير 1971 في تشيزينا، إيطاليا، هو سائق راليات إيطالي سابق بدأ مسيرته في سنة 1995. كان أول رالي له هو رالي البرتغال 1995. تنافس في بطولة العالم للراليات.

## روابط خارجية
- أندريا نافارا على موقع Rallye-info.com (الإنجليزية)
- أندريا نافارا على موقع eWRC-results.com (الإنجليزية)